# Zanthoxylum arborescens
Zanthoxylum arborescens Rose, 1897, è una pianta della famiglia delle Rutacee originaria dell'America centrale.

## Biochimica
Parti della pianta contengono triptamine, di cui Dimetiltriptammina.